# أنتوني أ. وليامز
أنتوني أ. وليامز هو محامي وسياسي أمريكي، ولد في 28 يوليو 1951 في لوس أنجلوس في الولايات المتحدة. نشط حزبياً في الحزب الديمقراطي. وقد انتخب عمدة واشنطن العاصمة (2 يناير 1999 – 2 يناير 2007).